# Burgsponheim
Burgsponheim je grad, mesto in občina v okrožju Bad Kreuznach v Renskem palatinatu v zahodni Nemčiji. Naselje leži nekoliko severno od reke Nahe, zahodno od mesta Bad Kreuznach, obkrožajo ga gozdovi, travniki in vinogradi. V občini je konec leta 2009 živelo 270 ljudi. Grad Sponheim ali Burgsponheim je bil kot grad Spanheim prvič omenjen šele leta 1127, vendar je gotovo stal že poprej, saj je rodbina Spanheimov že v 11. stoletju razpadla na frankovsko in koroško vejo. Leta 1620 je bil grad zaradi vojne razdejan. Ob gradu je v tem času že stala naselbina Burgsponheim. 